# Шамбле (Јура)
Шамбле (фр. Chamblay) насеље је и општина у источној Француској у региону Франш-Конте, у департману Јура која припада префектури Лон ле Соније.
По подацима из 2011. године у општини је живело 419 становника, а густина насељености је износила 30,32 становника/km². Општина се простире на површини од 13,82 km². Налази се на средњој надморској висини од 228 метара (максималној 268 m, а минималној 219 m).

## Демографија
| 1962. | 1968. | 1975. | 1982. | 1990. | 1999. | 2011. |
| ----- | ----- | ----- | ----- | ----- | ----- | ----- |
| 331   | 351   | 373   | 337   | 354   | 388   | 419   |

График промене броја становника у току последњих година